# John William Konrad
Pour les articles homonymes, voir Konrad.
John William Konrad (25 novembre 1923 - 20 septembre 2006) est un pilote américain.

## Biographie
John William Konrad est né le 25 novembre 1923 à San Diego, (Californie).
Il apprend à piloter à 15 ans sur Piper J-3, puis s'enrôle dans l'Army Air Corps en 1943. Il est affecté au 305th Bomber Group et vole sur B-17 au-dessus de l'Europe jusqu'à la fin du conflit.
Après la guerre, il est commandant de bord sur C-47 et participe notamment aux ponts aériens sur Berlin. Il travaille ensuite pour les Nations unies et effectue notamment des missions au Liban.
Il est ensuite sélectionné à l'école des pilotes d'essais de Dayton et est affecté à la base de Muroc Dry Lake (en) (Edwards). Il participera alors au programme de développement de divers prototypes et sera à cette occasion l'un des membres fondateurs de la Society of Experimental Test Pilots.
En 1953 John Konrad est embauché chez Chance Vought Aircraft Corporation en tant que pilote d’essai. Il avouera plus tard que son avion favori aura été le F-8 Crusader dont il fut le pilote lors du premier vol (25 mars 1955, au cours duquel il passa le mur du son, ce qui était alors exceptionnel).
Il participera également au développement du A-7 Corsair II, et il effectuera le premier vol du Super Crusader.
Il sera également pilote de démonstration pour Chance Vought et présentera les F-8 et A-7 aux salons de Paris et Farnborough pendant plusieurs années.
Premier pilote américain à piloter un appareil à décollage vertical, il sera le pilote d'essai du XC-142 en 1965 puis deviendra directeur des opérations d’essais de chez Vought avant de prendre sa retraite en 1988.
Cette même année il devient membre de la Commemorative Air Force (CAF) où il pilotera notamment le FG-1D Corsair lors des shows de l'organisation.
John William Konrad décède le 20 septembre 2006 à Dallas (Texas). Son fils Bill, également pilote, vola sur C-141 dans l'USAF puis dans le civil comme commandant de bord sur American Airlines.